# Gayle Rubin
Gayle S. Rubin (1949) és una antropòloga cultural nord-americana, més coneguda com a activista i teòrica influent en polítiques de sexe i gènere. Ha escrit sobre diversos temes que inclouen feminisme, sadomasoquisme, prostitució, pedofilia, pornografia i literatura lesbiana, així com estudis antropològics sobre subcultures sexuals.

## Biografia
Es donà a conèixer amb l'assaig El tràfic de dones: Notes sobre l'«economia política» del sexe (1975), en el qual tracta de descobrir els mecanismes historicosocials pels quals el gènere i la heterosexualitat obligatòria són produïts, i les dones són relegades a una posició secundària en les relacions humanes. En aquest assaig, encunyà el concepte sistema sexe/gènere, que ella, de manera preliminar, defineix com «el conjunt de disposicions pel qual una societat transforma la sexualitat biològica en productes de l'activitat humana, i en el qual se satisfan aquestes necessitats humanes transformades». L'autora pren com a punt de partida altres autors que prèviament discutiren sobre el gènere i de les relacions sexuals com a institucions econòmiques (Karl Marx i Friedrich Engels) que exerceixen una funció social convencional (Claude Lévi-Strauss) i són reproduïdes en el desenvolupament psicològic del nen (Sigmund Freud i Jacques Lacan). Argumenta que aquests autors fallaren en explicar de manera adequada l'opressió de la dona, oferint una reinterpretació de les seves idees.
El 1978 es traslladà a San Francisco per estudiar la cultura leather entre homosexuals masculins. El 13 de juny d'aquest mateix any, Rubin, juntament amb Pat Califia i altres 16 persones, fundà el primer grup conegut de sadomasoquisme lèsbic, el Samois. El grup es dissol el 1983, i l'any següent Rubin s'involucra en la creació d'una nova organització, The Outcasts.
Rubin esdevé una destacada «pro-sex activista» en les guerres feministes pel sexe de la dècada de 1980 en donar una conferència en el Barnard College de la ciutat de Nova York el 1982.
En el seu assaig Reflexionant sobre el sexe: notes per a una teoria radical de la sexualitat (1984), interroga el sistema de valors que els grups socials —tant de tendència d'esquerres, com de dretes, feministes o patriarcals— atribueixen a la sexualitat que definiria determinats comportaments com a bons i naturals mentre d'altres (com el sadomasoquisme) serien dolents i antinaturals.
Va formar part de la junta directiva del Leather Archives and Museum des de 1992 fins al 2000.
El 1994 va acabar el seu doctorat en antropologia a la Universitat de Michigan, Estats Units, amb una dissertació titulada The Valley of the Kings: Leathermen in San Francisco, 1960-1990 (La vall dels reis: els homes de cuiro a San Francisco de 1960 a 1990). Actualment, Rubin treballa com a assistent de professor en antropologia en aquesta Universitat. El 2006 obté notorietat i uns elogis indesitjats en aparèixer en la llista de l'obra de David Horowitz, The Professors: The 101 Most Dangerous Academics in America (Els 101 professors més perillosos d'Amèrica del Nord).

## Premis
- 2000 Leather Archives and Museum Centurion
- 2000 National Leather Association Lifetime Achievement Award
- 1992 Pantheon of Leather Forebearer Award
- 1988 National Leather Association Leather Woman of the Year Award

## Publicacions
- Deviations: Essays in Sex, Gender, and Politics, forthcoming.
- «Samois», in Marc Stein (ed.), Encyclopedia of Lesbian, Gay, Bisexual, and Transgender History in America, (Nova York: Charles Scribner’s Sons, 2003). PDF download
- «Studying Sexual Subcultures: the Ethnography of Gay Communities in Urban North America», in Ellen Lewin and William Leap (eds.), Out in Theory: The Emergence of Lesbian and Gay Anthropology. (Urbana: University of Illinois Press, 2002)
- «Old Guard, New Guard», in Cuir Underground, Issue 4.2 - estiu 1998. text online
- «Sites, Settlements, and Urban Sex: Archaeology And The Study of Gay Leathermen in San Francisco 1955-1995», in Robert Schmidt and Barbara Voss (eds.), Archaeologies of Sexuality, (Londres: Routledge, 2000)
- «The Miracle Mile: South of Market and Gay Male Leather in San Francisco 1962-1996», in James Brook, Chris Carlsson, and Nancy Peters (eds.), Reclaiming San Francisco: History, Politics, Culture, (San Francisco: City Lights Books, 1998)
- «From the Past: The Outcasts» from the newsletter of Leather Archives & Museum núm. 4, abril 1998
- «Music from a Bygone Era», in Cuir Underground, Issue 3.4 - maig 1997. text online
- «Elegy for the Valley of the Kings: AIDS and the Leather Community» in San Francisco, 1981-1996», in Martin P. Levine, Peter M. Nardi, and John H. Gagnon (eds.), in Changing Times: Gay Men and Lesbians Encounter HIV/AIDS (University of Chicago Press, 1997)
- «Of catamites and kings: Reflections on butch, gender, and boundaries», in Joan Nestle (ed). The Persistent Desire. A Femme-Butch-Reader. Boston: Alyson. 466 (1992)
- «The Catacombs: A temple of the butthole», in Mark Thompson (ed.), Leatherfolk-Radical Sex, People, Politics, and Practice, (Boston: Alyson Publications, 1991).
- Misguided, Dangerous and Wrong: An Analysis of Anti-Pornography Politics.
- «Reflexionant sobre el sexe: notes per a una teoria radical de la sexualitat», en Biblioteca Virtual de les Ciències Socials, text on line. Publicació original: «Thinking Sex: Notes for a Radical Theory of the Politics of Sexuality», in Carole Vance (ed.), Pleasure and Danger, (Routledge & Kegan, Paul, 1984.)[3] (en castellà. Carole S. Vance (comp.) Placer y peligro. Explorando la sexualidad femenina. [Madrid: Editorial Revolución, 1989]).
- «The Leather Menace», Bodi Politic, 82(34). (1982)
- «Sexual Politics, the New Right, and the Sexual Fringe» in The Age Taboo, Alyson, 1981, pàg. 108-115.
- «El tràfic de dones: Notes sobre l'economia política del sexe», Nova antropologia, vol. VIII, núm. 30, Mèxic, 1986, entre altres col·leccions. Text en línia publicació original: «The Traffic in Women: Notes on the "Political Economy" of Sex», in Rayna Reiter (ed.), Toward an Anthropology of Women, New York, Monthly Review Press (1975); també reeditat en «Second Wave: A Feminist Reader» i en altres col·leccions. text online[4]